# Коув Рейнджерс
«Коув Рейнджерс» (англ. Cove Rangers Football Club) — шотландский профессиональный футбольный клуб из района Абердина Коув-Бэй, основанный в 1922 году. Свои домашние матчи с 2018-о года проводит на стадионе «Балморал».
Клуб до 1986 года играл в любительских лигах, а с 1986-го по 2019-го выступал на пятом уровне в системе шотландских футбольных лиг в Лиге Хайленда. Только в 2019 году «Коув Рейнджерс» сумели выйти в Шотландскую профессиональную футбольную лигу, обыграв в плей-офф «Бервик Рейнджерс» 7:0 по сумме двух матчей. После вылета из Чемпионшипа сезон 2022/23 команда проведёт в Лиге 1.
Прозвище клуба The Tooners на местном наречии обозначает того, кто зарабатывает на жизнь торговлей или небольшим производством, в отличие от большинства жителей Абердина, которые живут за счёт портового статуса города.

## Текущий состав и персонал

### Основной состав
| №  |                | Поз. | Имя               | Год рождения |
| -- | -------------- | ---- | ----------------- | ------------ |
| 12 | Флаг Шотландии | Вр   | Скотт Фокс (1987) |              |
| 13 | Флаг Шотландии | Вр   | Балинт Демус      | 2002         |
| 2  | Флаг Англии    | Защ  | Шей Логан         | 1988         |
| 3  | Флаг Шотландии | Защ  | Джейсон Нейсмит   | 1994         |
| 26 | Флаг Шотландии | Защ  | Марк Рейнольдс    | 1987         |
| -  | Флаг Шотландии | Защ  | Аарон Дарге       | 2003         |
| -  | Флаг Англии    | Защ  | Уильям Гиллингем  | 1998         |
| -  | Флаг Англии    | Защ  | Люк Стракан       | 2001         |

| №  |                | Поз. | Имя                       | Год рождения |
| -- | -------------- | ---- | ------------------------- | ------------ |
| 4  | Флаг Шотландии | ПЗ   | Коннор Скалли             | 1992         |
| 8  | Флаг Шотландии | ПЗ   | Блер Юл                   | 1992         |
| 16 | Флаг Шотландии | ПЗ   | Иан Вигёрс                | 1988         |
| 17 | Флаг Англии    | ПЗ   | Луис Лонгстафф            | 2001         |
| 24 | Флаг Шотландии | ПЗ   | Фрейзер Файви             | 1993         |
| 9  | Флаг Шотландии | Нап  | Митчел Меггинсон(капитан) | 1992         |
| -  | Флаг Шотландии | Нап  | Кайл Коннел               | 2001         |

Источник: Cove Rangers official site 

### Персонал
| Должность                  | Имя         |
| -------------------------- | ----------- |
| Главный тренер             | Пол Хартли  |
| Ассистент главного тренера | Гордон Янг  |
| Тренер                     | Гари Хек    |
| Тренер                     | Джимми Бойл |
| Тренер по физ. подготовке  | Том Ричи    |
| Тренер вратарей            | Дерек Сутар |

Источник: Cove Rangers official site 

## Достижения

### Профессиональные
- Лига 1:
  - Победитель (1): 2021/22
- Лига 2:
  - Победитель (1): 2019/20

### Любительские
- Лига Хайленда:
  - Чемпион (7): 2000/01, 2007/08, 2008/09, 2012/13, 2015/16, 2018/19
  - Вице-чемпион (7): 1989/90, 1992/93, 1994/95, 1995/96, 2009/10, 2011/12, 2016/17
- Кубок Лиги Хайленда:
  - Победитель (6): 1994/95, 1999/00, 2004/05, 2014/15, 2016/17, 2018/19
  - Финалист (7): 1990/91, 1992/93, 1995/96, 1997/98, 2005/06, 2007/08, 2011/12
- Кубок Абердиншира (Футбольная лига Хайленда):
  - Победитель (3): 2001/02, 2010/11, 2018/19
  - Финалист (4): 1992/93, 1995/96, 2016/17, 2017/18
- Кубок Абердиншира (ФА Абердиншира и окрестностей):
  - Победитель (4): 1990/91, 2000/01, 2008/09, 2017/18
  - Финалист (3): 1994/95, 2012/13, 2015/16
- Шотландский Квалификационный Кубок (Север):
  - Победитель (2): 1990/91, 2000/01
  - Финалист (4): 1989/90, 1992/93, 2002/03, 2004/05
- Лига Абердиншира:
  - Победитель (6): 2000/01, 2008/09, 2010/11, 2011/12, 2012/13, 2014/15
  - Вице-чемпион (1): 2006/07